# Molí d'oli (Arbeca)
El Molí d'oli és una obra del municipi d'Arbeca (Garrigues) inclosa en l'Inventari del Patrimoni Arquitectònic de Catalunya.

## Descripció
Està situat en la planta baixa d'un habitatge familiar i es conserva en un estat lamentable degut a les transformacions que ha sofert. Ha estat corralina per porcs, i actualment es fa servir com a magatzem i aparcament de cotxes.
Del molí pròpiament dit en resta la pedra per xafar les olives, que mesura 1'5 m. de diàmetre aproximadament, i una sala amb volta d'aresta. La pedra es troba sota una volta de canó de carreus llargs i prims, que a la part central hi té un forat per on devia abocar-se el producte. Als carreus hi podem veure les conseqüències d'un incendi.

## Història
A la llinda del balcó hi ha la data de 1781. Aquesta, però, no correspon a la construcció del molí sinó que segurament correspon a la restauració de la façana. Les cases veïnes del carrer també porten aquesta data.